# Утумпон
Утумпон (тай. อุทุมพร; 1733 — 1796) — 33-й володар Аюттхаї у 1758 і 1760—1762 роках. Ім'я перекладається як «Фіга». Відомий також як Маха Таммарача III.

## Життєпис
Походив з династії Банпхлу-Луанг. Третій син володаря Боромакота. Народився 1733 року. Отримав ім'я Докма Дуа. У 1746 році його старшого брата і упарати (спадкоємця) Тхамматхібета забили до смерті за його роман з однією з наложниць Боромакота. Тривалий час останній не призначав спадкоємця. Лише 1757 року ним став Докма Дуа. 1758 року після смерті батька посів трон.
Невдовзі стикнувся з заколотом зведених братів Чхітсунтхона, Сунхтонтхепа і Сеппхакді, який швидко переміг, захопив у полон та стратив. Невдовзі повстав його брат Екатхат, на бік якого перейшли вояки та сановника. Утумпон вимушен був стати ченцем в монастирі Ват Прадусонгтам, який знаходився за кілька кілометрів на північ від столиці.
У 1759 році на державу напали бірманці, захопивши Тенассерім. У 1760 році вони почали облогу Аюттхаї. Брат під тиском знаті «попросив» Утумпона повренутися до влади. Невдовзі вороже військо зняло облогу. За цим відвоював Тенассерім. Через 2 роки Утумпон знову зрікся трону, повернувшись до монастиря.
1766 року під час нового бірманського вторгнення відмовився повернутися до трону, а лише перебрався до монастиря в самій столиці, яку невдовзі взяв в облогу ворог. 7 квітня 1767 року бірманці захопили Аюттхаї. Утумпон потрапив у полон, його було відправлено до Ави.

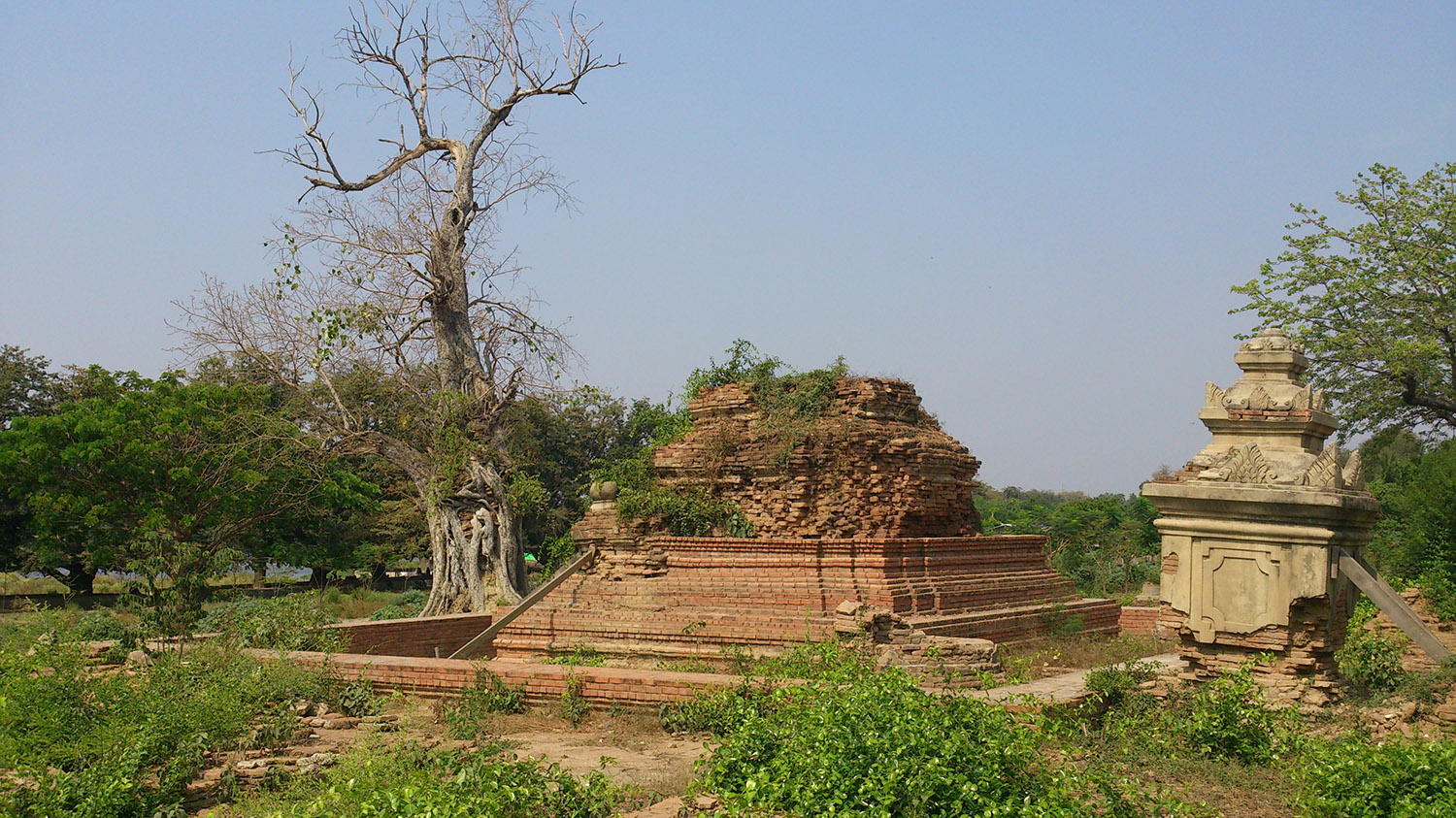
Чеді Утумпона

Згодом переведений до Сікайну. Бірманський володар Сінб'юшин побудував поселення для Утумпона та його почту, які були відомі в Бірмі як йодая. Під час перебування тут він написав мемуари «Кхун Луанг Ха Ват» («Правитель у монастирі»). Його рештки були поміщені в чеді на пагорбі Лінзін в Амарапурі.